# Sankt Petri kyrkogata

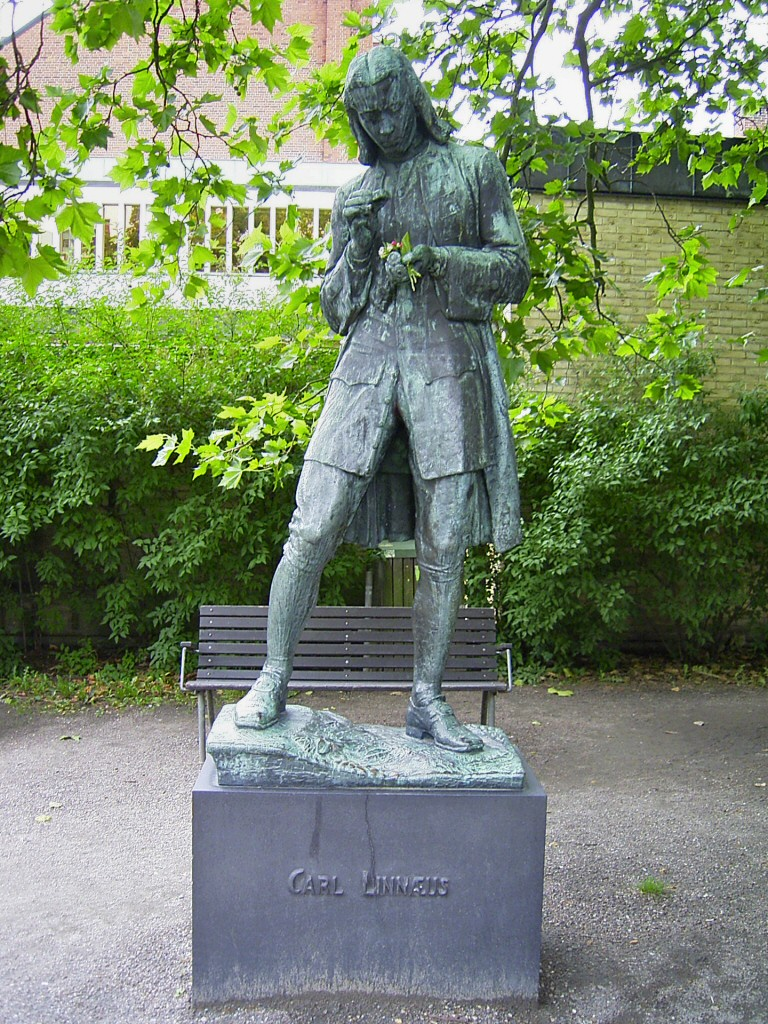
Porträtt av den unge Carl Linné av Ansgar Almquist utanför stadsbiblioteket i Lund

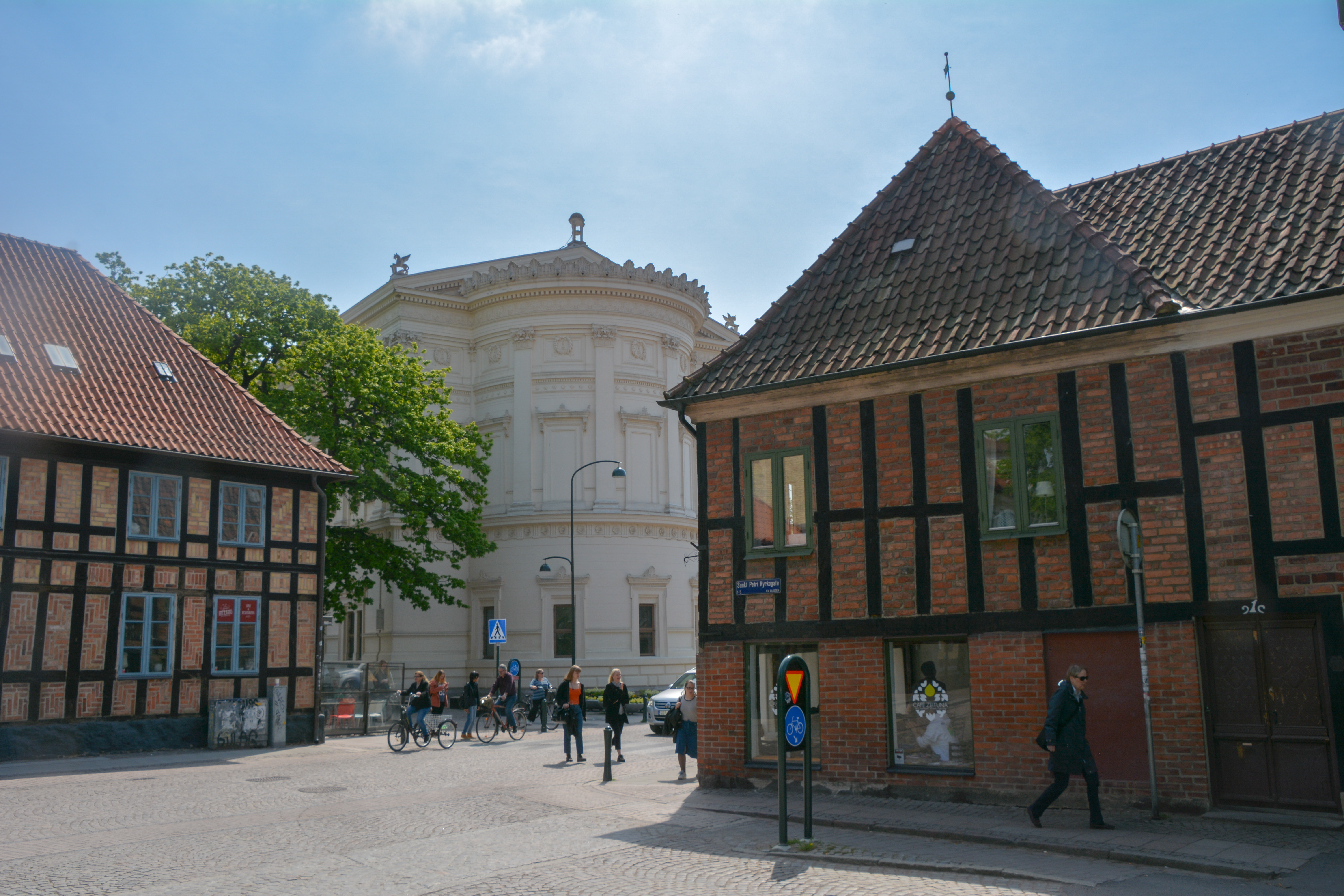
Hörnet Bredgatan-Sankt Petri kyrkogata, med Wickmanska gården, Universitetshuset och Bergmanska huset

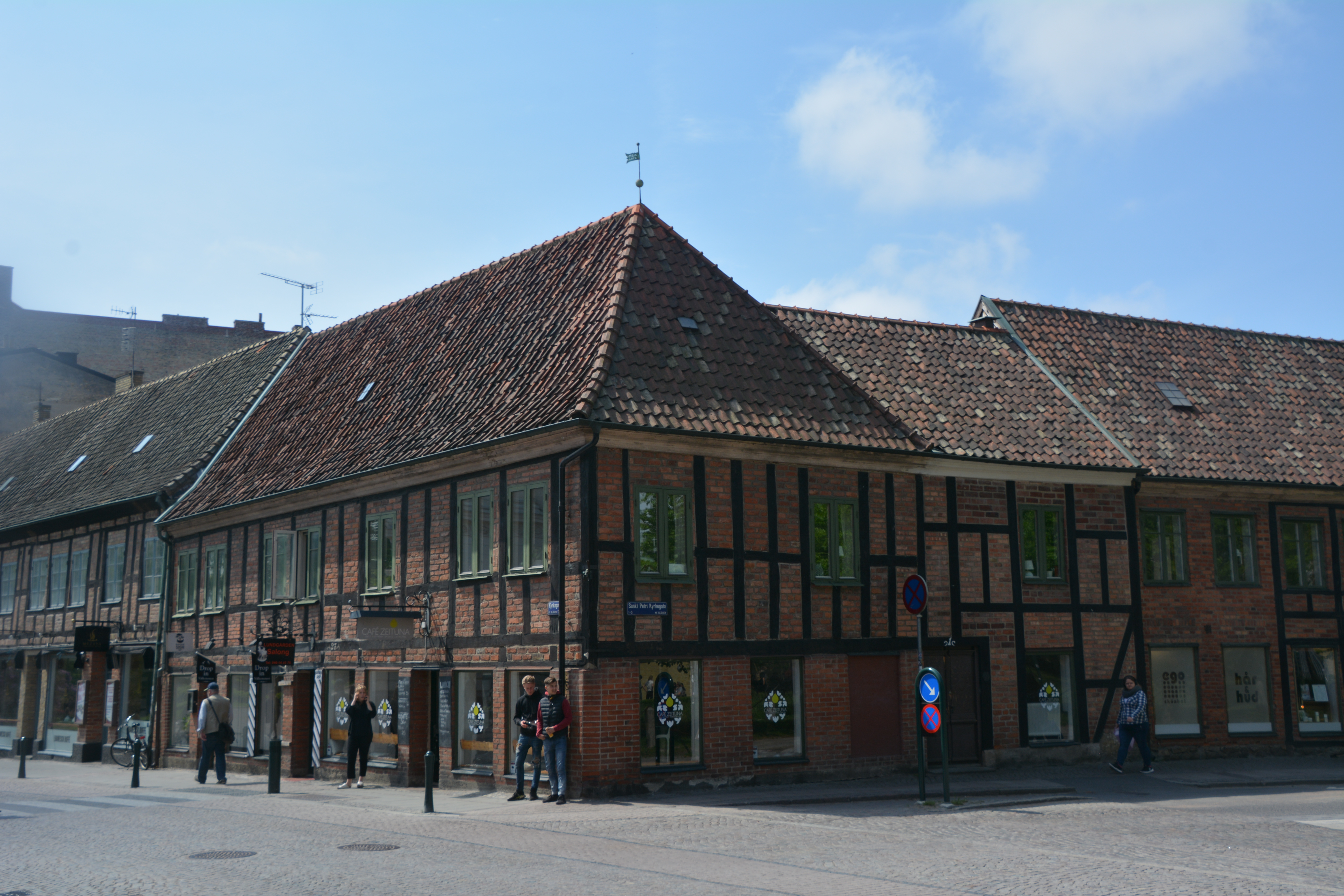
Bergmanska huset i hörnet Sankt Petri kyrkogata och Kyrkogatan

Sankt Petri kyrkogata är en gata i centrala Lund som går mellan Bredgatan och Clemenstorget. Som många andra gator i Lund har den medeltida ursprung. Stora delar av gatan kom dock inte att bebyggas förrän under andra hälften av 1800-talet, efter det att järnvägen kommit till Lund.
Gatans södra sida har bebyggelse längs i stort sett hela gatan. Den norra sidan har dock flera öppna partier med stadsbibliotekets framsida och Petriplatsen med Ansgar Almquists staty av Carl von Linné. Ekska huset, som också utgör en fond norröver för Winstrupsgatan, ligger en bit ut i den nuvarande gatan och markerar den gamla gatulinjen.

## Byggnader i urval

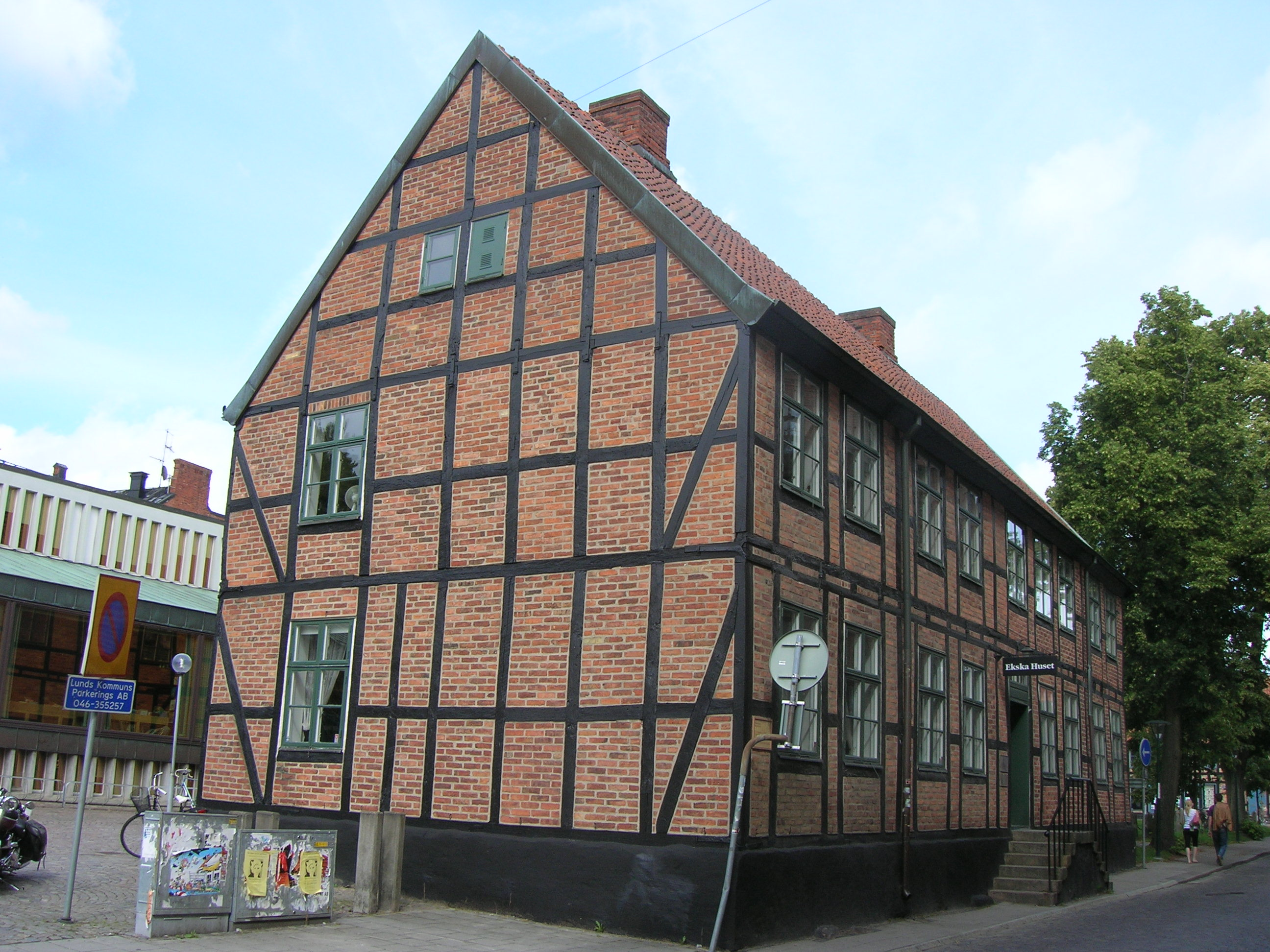
Ekska huset

### Lunds stadsbibliotek
Huvudartikel: Stadsbiblioteket
Stadsbiblioteket flyttade 1970 in i nybyggda lokaler vid Sankt Petri kyrkogata. Flemming Lassen står för ritningarna. Vid den nuvarande byggnaden finns en plats, Petriplatsen. Där står en staty av Carl von Linné utförd av Ansgar Almquist.

### Ekska huset
Huvudartikel: Ekska huset
Ekska huset är ett korsvirkeshus i centrala Lund, beläget framför stadsbiblioteket vid Sankt Petri kyrkogata.
Huset byggdes i två omgångar 1823 och 1826. Den östra delen tros vara den äldre. Namnet kom av en professor som ägde huset 1857-1891.
Huset köptes av staden 1950. 1973-1974 genomfördes en omfattande renovering och den 6 juli 1974 byggnadsminnesmärktes huset. Det användes sedan av turistbyrån ett tag. Mellan 1994 och 2012 fanns Lundasamlingen i huset.

### Bergmanska huset, Glädjen 15
Huvudartikel: Bergmanska huset

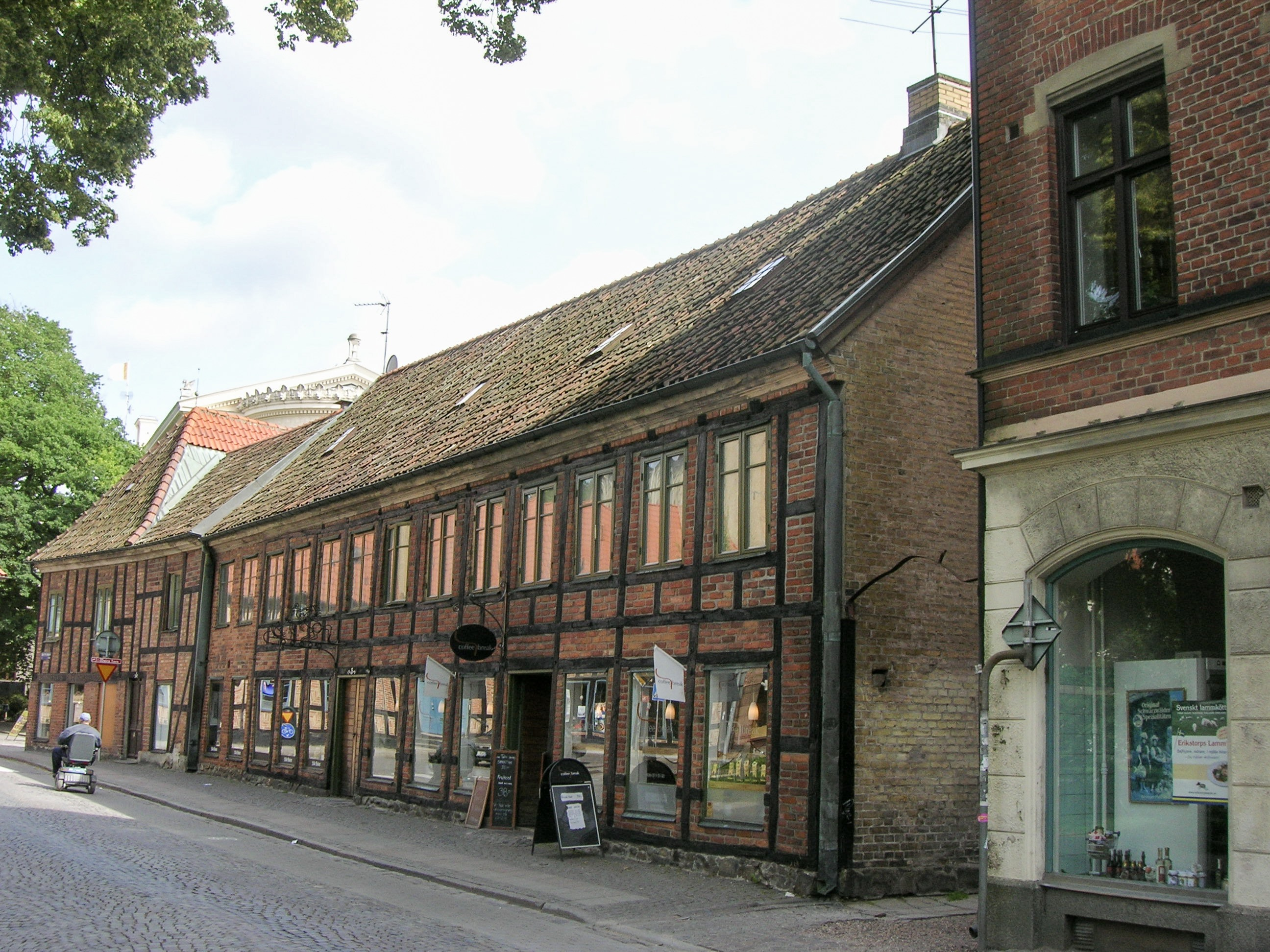
Sankt Petri kyrkogata 3

Glädjen 15 är en fastighet i centrala Lund. Den består i huvudsak av två gatuhus med adresserna Sankt Petri kyrkogata 3 och Kyrkogatan 23. Båda husen är korsvirkeshus med rött tegel och byggnadsminnesförklarades 1978.
Huset på Kyrkogatan 23 är det äldsta och byggdes omkring 1744. Fasadputsen togs bort 1944. Det andra huset, på Sankt Petri kyrkogata 3, byggdes 1804 och tillbyggdes 1843. Det fick sin puts borttagen 1959.